# Elvira Lindo
Elvira Lindo Garrido (* 23. ledna 1962) je španělská spisovatelka a novinářka. Proslavila se sérií knih o Manolitovi Brejlounovi, desetiletém chlapci, který žije s rodinou v bytě v madridské čtvrti Carabanchel Alto. Taktéž je autorkou několika televizních a filmových scénářů. Od prosince do června žije v New Yorku, zbytek roku v Madridu.

## Dílo

### Dětská beletrie

#### Série o Manolitovi Brejlounovi
1. Manolito Gafotas (1994, Alfaguara Infantil y Juvenil)
2. Pobre Manolito (1995, Alfaguara Infantil y Juvenil)
3. ¡Cómo molo! (1996, Alfaguara Infantil y Juvenil)
4. Los trapos sucios (1997, Alfaguara Infantil y Juvenil)
5. Manolito on the road (1998, Alfaguara Infantil y Juvenil)
6. Yo y el Imbécil (1999, Alfaguara Infantil y Juvenil)
7. Manolito tiene un secreto (2002, Alfaguara Infantil y Juvenil)
8. Mejor Manolo (2012, Seix Barral)
9. Todo Manolito (2000, Alfaguara Infantil y Juvenil), soubor prvních 6 knih

#### Série o Olivii
1. Olivia y la carta a los Reyes Magos (1996, SM)
2. La abuela de Olivia se ha perdido (1997, SM)
3. Olivia no quiere bañarse (1997, SM)
4. Olivia no quiere ir al colegio (1997, SM)
5. Olivia no sabe perder (1997, SM)
6. Olivia tiene cosas que hacer (1997, SM)
7. Olivia y el fantasma (1997, SM)

#### Ostatní publikace
- Charanga y pandereta (1999)
- Amigos del alma (2000, Alfaguara Infantil y Juvenil)
- Fue una gran dibujante (2001)
- Bolinga (2002, Proyecto Sur de Ediciones, Alfaguara Infantil y Juvenil)

### Beletrie pro dospělé
- El otro barrio (1998, Ollero & Ramos, Alfaguara, Seix Barral)
- Algo más inesperado que la muerte (2002, Alfaguara)
- Una palabra tuya (2005, Seix Barral), Premio Biblioteca Breve
- Lo que me queda por vivir (2010, Seix Barral)
- Lugares que no quiero compartir con nadie (2011, Seix Barral), novela experimental autobiográfica sobre Nueva York

### Divadelní hry
- La ley de la selva (1996)
- La sorpresa del roscón (2004)

### Scénáře
- La primera noche de mi vida (1998)
- Manolito Gafotas (1998)
- Ataque verbal (2000)
- Plenilunio (2000)
- El cielo abierto (2000)
- Una palabra tuya (2008)
- Lo que me queda por vivir (2010)
- La vida inesperada (2014)